# George Harrison
George Harrison MBE (Liverpool, 25 de fevereiro de 1943 – Los Angeles, 29 de novembro de 2001) foi um guitarrista, cantor, compositor, produtor musical e cinematográfico britânico que obteve fama internacional como guitarrista dos Beatles. Geralmente chamado de "o Beatle quieto", Harrison aderiu ao hinduísmo e ajudou a ampliar os horizontes dos outros Beatles assim como seu público ocidental ao incorporar instrumentos indianos na música do grupo. Embora a maioria das canções da banda fossem escritas por John Lennon e Paul McCartney, a maioria dos álbuns dos Beatles, a partir de 1965, continham, pelo menos, duas composições de Harrison. Suas músicas para o grupo incluem "Taxman", "Within You Without You", "While My Guitar Gently Weeps", "Here Comes the Sun" e "Something". Esta última se tornou a segunda música mais regravada dos Beatles, perdendo apenas para "Yesterday".
As primeiras influências musicais de Harrison foram George Formby e Django Reinhardt. Carl Perkins, Chet Atkins e Chuck Berry foram influências posteriores. Em 1965, ele começou a levar os Beatles na direção do folk rock através de seu interesse pelos Byrds e por Bob Dylan, e na direção da música clássica indiana pelo seu uso do sitar em "Norwegian Wood (This Bird Has Flown)". Tendo iniciado a adesão da banda à meditação transcendental em 1967, ele desenvolveu, posteriormente, uma associação com o movimento Hare Krishna. Depois do fim do grupo em 1970, Harrison lançou o álbum triplo All Things Must Pass, que foi aclamado pela crítica, produziu seu single mais bem sucedido, "My Sweet Lord", e introduziu seu som característico como artista solo, a slide guitar. Ele também organizou, em 1971, com o músico indiano Ravi Shankar, o Concerto para Bangladesh, precursor de shows beneficentes posteriores como o Live Aid. Como produtor musical, Harrison produziu grupos contratados pelo selo Apple dos Beatles antes de fundar a Dark Horse Records em 1974 e, como produtor cinematográfico, cofundou a HandMade Films em 1978.
Como artista solo, Harrison lançou vários singles e álbuns que se tornaram best-sellers e, em 1988, cofundou o supergrupo Traveling Wilburys. Músico prolífico, participou como guitarrista convidado em faixas de Badfinger, Ronnie Wood e Billy Preston e colaborou em canções e música com Dylan, Eric Clapton, Ringo Starr e Tom Petty, entre outros. A revista Rolling Stone o colocou na 11.ª posição na lista dos "100 Maiores Guitarristas de Todos os Tempos". Ele também foi incluído duas vezes no Rock and Roll Hall of Fame: como membro dos Beatles em 1988 e, postumamente, por sua carreira solo em 2004.
O primeiro casamento de Harrison, com a modelo Pattie Boyd em 1966, terminou em divórcio em 1977. No ano seguinte, ele se casou com Olivia Harrison (nascida Arias), com quem teve um filho, Dhani. Harrison morreu em 2001, aos 58 anos, de câncer de pulmão. Ele foi cremado e suas cinzas foram jogadas nos rios Ganges e Yamuna na Índia, numa cerimônia privada de acordo com a tradição hindu. Ele deixou um patrimônio de quase cem milhões de libras esterlinas.

## Juventude: 1943–1957

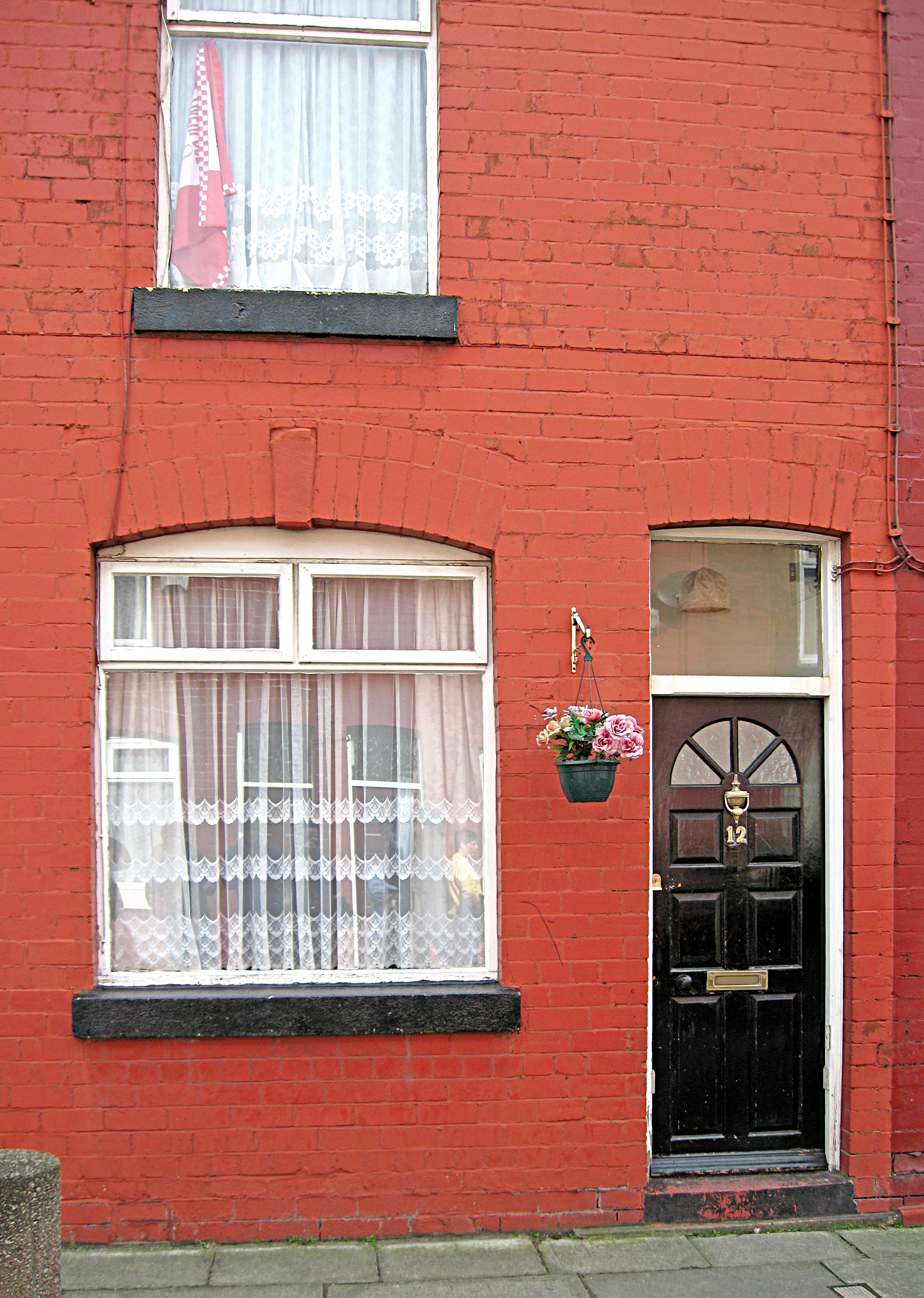
Local de nascimento e primeira casa de Harrison – Arnold Grove, n.º 12.

Nascido em Liverpool em 25 de fevereiro de 1943, Harrison era o caçula entre os quatro filhos de Harold Hargreaves Harrison e sua esposa Louise (nascida French). Ele tinha uma irmã, Louise, e dois irmãos, Harry e Peter. Sua mãe trabalhava como assistente de loja para uma família católica de raízes irlandesas, e seu pai era um motorista de ônibus que havia trabalhado como despenseiro na companhia marítima White Star Line. Sua futura esposa, a modelo Pattie Boyd, descreveu os pais de Harrison como "bem baixos e bem Liverpooldianos".
De acordo com Boyd, a mãe de Harrison era especialmente encorajadora: "Tudo que ela queria para seus filhos era que eles deveriam ser felizes, e ela reconheceu que nada fazia George mais feliz do que fazer música". Ávida fã de música, ela era conhecida entre amigos por sua barulhenta voz, que, às vezes, ao cantar, espantava visitantes ao chacoalhar as janelas da casa dos Harrisons. Enquanto esteve grávida de George, ela teve por hábito ouvir a transmissão semanal do programa Radio India. Joshua Greene, biógrafo de Harrison, escreveu, "Todo domingo, ela sintonizava em sons místicos evocados por sitares e tablas, na esperança de que a música exótica trouxesse paz e calma ao bebê no útero".
Harrison nasceu e viveu os primeiros seis anos de sua vida em Arnold Grove, n.º 12, no distrito de Wavertree, em Liverpool, uma casa geminada num cul-de-sac. A casa tinha um banheiro externo e seu aquecimento vinha, unicamente, de uma única lareira de carvão. Em 1949, foi oferecida uma council house à família e se mudou para Upton Green, n.º 25, em Speke. Em 1948, aos cinco anos, Harrison foi matriculado na Dovedale Primary School. Passou no exame eleven-plus e cursou o Liverpool Institute High School for Boys de 1954 a 1959. Embora o instituto oferecesse um curso de música, Harrison ficou desapontado com a ausência de guitarras e sentiu que a escola "moldava [os estudantes] para ficarem amedrontados".
As primeiras influências musicais de Harrison foram George Formby, Cab Calloway, Django Reinhardt e Hoagy Carmichael. Nos anos 1950, Carl Perkins e Lonnie Donegan foram influências significativas. No início de 1956, ele teve uma epifania: enquanto andava em sua bicicleta, ele ouviu a música "Heartbreak Hotel" de Elvis Presley tocando numa casa próxima, e a canção despertou seu interesse no rock and roll. Frequentemente, ele sentava no fundo da sala de aula, desenhando guitarras em seus livros da escola, e, mais tarde, comentou: "Eu estava viciado em guitarras". Harrison citou Slim Whitman como outra influência inicial: "A primeira pessoa que vi tocando guitarra foi Slim Whitman, numa foto dele em uma revista ou ao vivo na televisão. Guitarras estavam, definitivamente, ficando na moda".
Embora apreensivo sobre o interesse de seu filho em seguir uma carreira musical, no final de 1956, o pai de Harrison comprou-lhe um violão Dutch Egmond flat top. Um amigo de seu pai ensinou a Harrison como tocar as músicas "Whispering", "Sweet Sue" e "Dinah" e, inspirado pela música de Donegan, Harrison formou uma banda de skiffle chamada The Rebels com seu irmão Peter e um amigo, Arthur Kelly. No ônibus a caminho da escola, Harrison conheceu Paul McCartney, que também cursava o Liverpool Institute, e os dois se tornaram amigos através do amor de ambos pela música.

## The Beatles: 1958–1970
Harrison tornou-se parte do Beatles quando eles ainda eram uma banda de skiffle chamada The Quarrymen, com McCartney e John Lennon como membros. McCartney falou a Lennon de seu amigo George Harrison, que sabia tocar a música instrumental "Raunchy" na guitarra. Em março de 1958, Harrison fez um teste para a banda no Morgue Skiffle Club de Rory Storm, tocando "Guitar Boogie Shuffle", de Arthur "Guitar Boogie" Smith, mas Lennon sentiu que Harrison, tendo acabado de completar 15 anos, era jovem demais para entrar no grupo. Num segundo encontro, organizado por McCartney, ele tocou a parte da guitarra principal de "Raunchy" no andar superior de um ônibus de Liverpool. Ele começou a fazer amizade com a banda, substituindo na guitarra quando necessário, e foi aceito como membro. Embora seu pai quisesse que ele continuasse sua educação, Harrison deixou a escola aos 16 anos e trabalhou por diversos meses como aprendiz de eletricista na Blacklers, uma loja de departamento local. Durante a primeira turnê do grupo pela Escócia, em 1960, Harrison usou o pseudônimo "Carl Harrison", uma referência a Carl Perkins.
Em 1960, o promotor Allan Williams organizou para que o grupo, agora se chamando de Beatles, tocasse em Hamburgo no clube Kaiserkeller de Bruno Koschmider. A educação musical improvisada que Harrison recebeu enquanto tocava por longas horas com os Beatles, assim como as aulas de guitarra que recebeu de Tony Sheridan enquanto foram, brevemente, sua banda de apoio, lançou as fundações de seu som e de seu papel profissional e quieto no grupo; mais tarde, ele ficou conhecido como "o Beatle quieto". A primeira residência da banda em Hamburgo acabou prematuramente quando Harrison foi deportado por ser jovem demais para trabalhar em boates. Quando Brian Epstein se tornou agente do grupo em dezembro de 1961, ele refinou a imagem da banda e obteve um contrato de gravação com a EMI. O primeiro single da banda, "Love Me Do", chegou à 17.ª posição na parada da Record Retailer e, quando seu álbum de estreia, Please Please Me, foi lançado no início de 1963, a Beatlemania já havia estourado. Seu segundo álbum, With the Beatles (1963), incluiu "Don't Bother Me", o primeiro crédito de composição solo de Harrison.

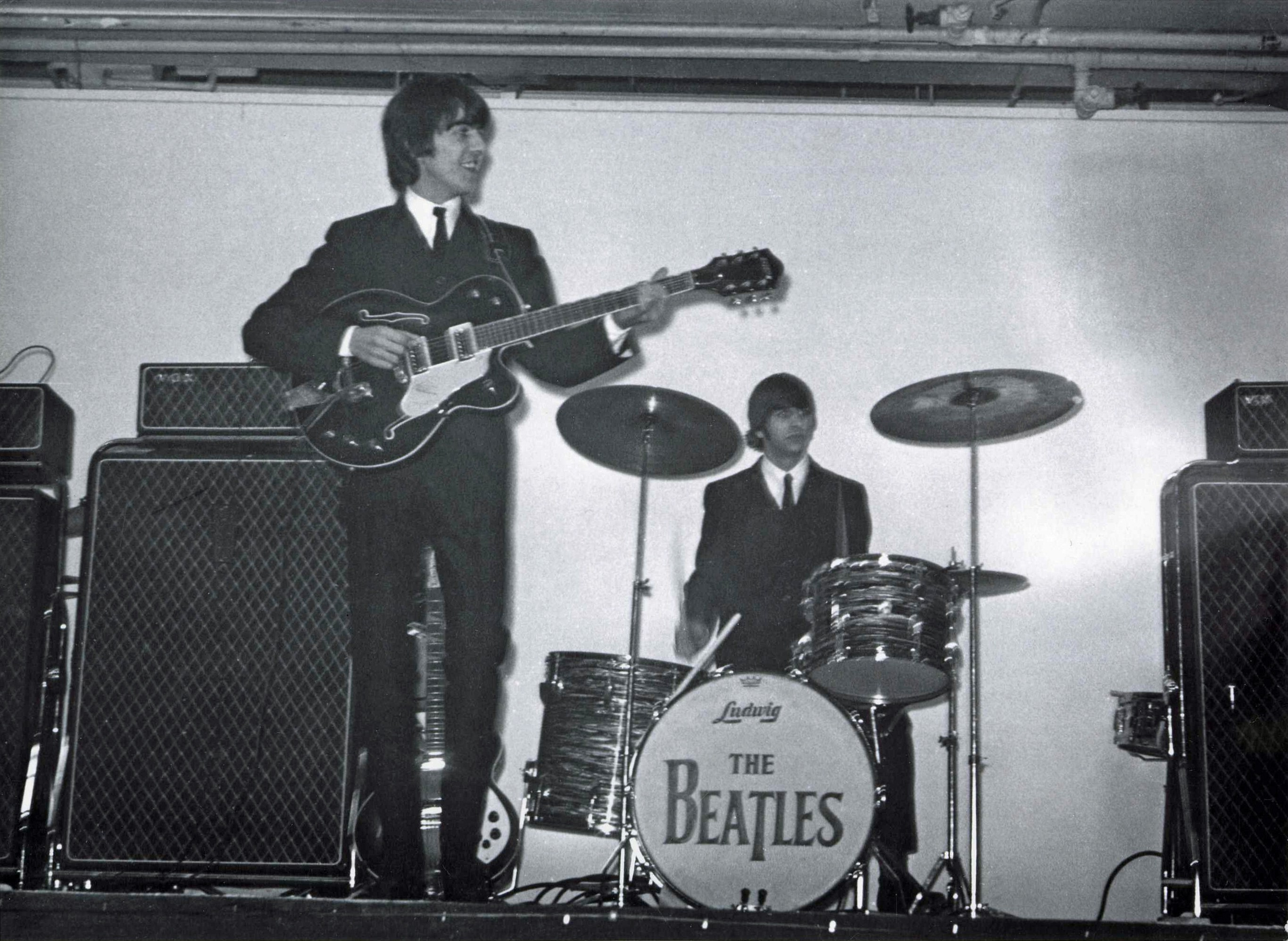
Harrison (esq.) e Ringo Starr (dir.) tocando no King's Hall em Belfast, 1964.

No álbum Rubber Soul (1965), Harrison começou a conduzir os outros Beatles para o folk rock, através de seu interesse pelos Byrds e por Bob Dylan, e na direção da música clássica indiana pelo seu uso do sitar em "Norwegian Wood (This Bird Has Flown)". Mais tarde, ele disse que Rubber Soul era seu "álbum favorito [dos Beatles]". O álbum Revolver (1966) incluiu três composições suas: "Taxman", "Love You To" e "I Want to Tell You". Sua introdução da tambura na música "Tomorrow Never Knows" de Lennon exemplificou a contínua exploração do grupo de instrumentos não ocidentais. "Love You Too", impulsionada pelo som da tabla, foi a primeira incursão genuína do grupo na música indiana. De acordo com o etnomusicólogo David Reck, a canção criou um precedente na música popular como exemplo da cultura asiática sendo representada respeitosamente e sem paródia por ocidentais. Harrison continuou a desenvolver seu interesse em instrumentações não ocidentais, tocando a swarmandal em "Strawberry Fields Forever".

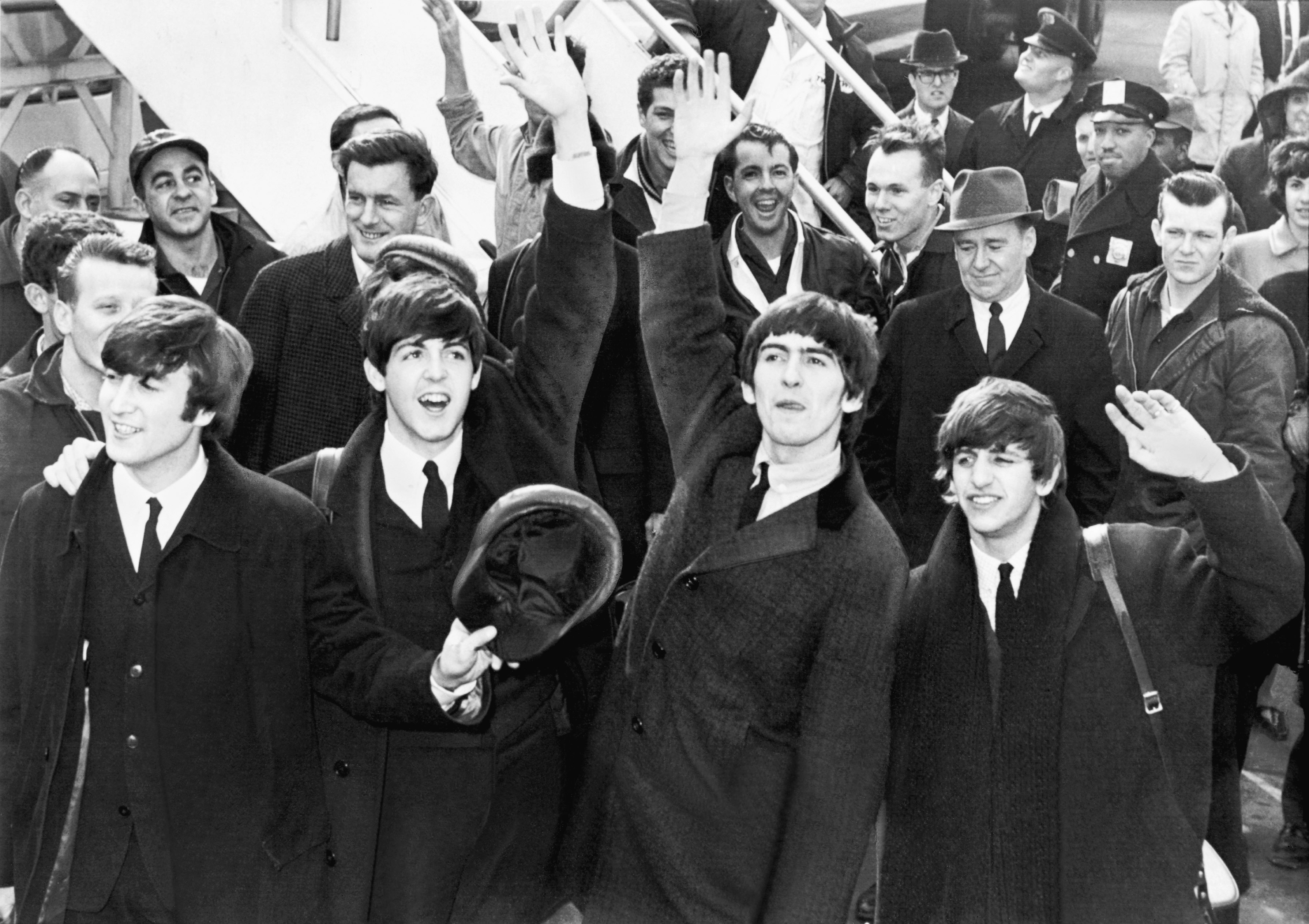
Harrison (terceiro da esquerda) com os outros Beatles na cidade de Nova Iorque em 1964.

No final de 1966, os interesses de Harrison haviam se afastado dos Beatles, como pode ser visto em sua escolha de gurus orientais e líderes religiosos para incluir na capa do álbum Sgt. Pepper's Lonely Hearts Club Band em 1967. Sua única composição para o álbum foi a canção "Within You Without You", para a qual nenhum outro Beatle contribuiu. Ele tocou sitar e tambura na faixa e músicos do Asian Music Circle tocaram dilruba, swarmandal e tabla. Posteriormente, ele comentou que Sgt. Pepper "foi um fardo e um marco na indústria musical... Gosto de metade das canções e não suporto a outra metade". Em 1968, sua música "The Inner Light" foi gravada no estúdio da EMI em Bombaim, com a participação de músicos locais, que tocaram instrumentos indianos tradicionais. Lançada como lado B de "Lady Madonna", composta por McCartney, foi a primeira composição de Harrison a aparecer num single dos Beatles. Derivada de uma citação do Tao Te Ching, a letra da música refletia o interesse cada vez mais profundo de Harrison em hinduísmo e meditação, enquanto, musicalmente, ela aderiu à disciplina carnática de música indiana, ao invés do estilo hindustani de seu trabalho anterior no gênero. Durante a gravação do álbum The Beatles no mesmo ano, as tensões dentro do grupo ficaram muito fortes e o baterista Ringo Starr saiu brevemente da banda. As contribuições de Harrison para o álbum duplo incluíram "While My Guitar Gently Weeps", que trouxe a participação de Eric Clapton na guitarra principal, "Piggies", "Long, Long, Long" e "Savoy Truffle".
Dylan e The Band exerceram uma grande influência em Harrison no fim de sua carreira com os Beatles. Durante uma visita a cidade de Woodstock no final de 1968, ele criou um relacionamento com Dylan e viu-se atraído à ideia da Band de fazer música comunalmente e à igualdade criativa entre seus membros, que contrastava com a dominação que Lennon e McCartney exerciam sobre as composições e a direção criativa dos Beatles. Isto coincidiu com um prolífico período e um crescente desejo de afirmar sua independência dos Beatles, entre os quais tensões vieram à tona novamente em janeiro de 1969, durante a filmagem dos ensaios no Twickenham Studios para o que se tornaria o álbum Let It Be. Frustrado com as condições de trabalho precárias no estúdio frio e estéril, e com o que ele considerava como o afastamento criativo de Lennon e uma postura dominadora de McCartney, Harrison saiu da banda no dia 10 de janeiro, mas concordou em voltar doze dias depois.
As relações entre os Beatles ficaram mais cordiais, embora ainda tensas, durante as sessões do seu último álbum gravado, Abbey Road. O LP incluiu duas das mais respeitadas composições de Harrison para os Beatles: "Here Comes the Sun" e "Something", que se tornou metade do primeiro single lado A duplo número um dos Beatles, o primeiro lado A de Harrison, e a primeira canção de Harrison a chegar no topo das paradas. Em 1967, Frank Sinatra gravou "Something" e, mais tarde, a chamou de "a maior canção de amor dos últimos cinquenta anos". Lennon considerava-a a melhor música de Abbey Road, e ela se tornou a segunda música mais regravada dos Beatles depois de "Yesterday". O autor Peter Lavezzoli escreveu: "Harrison finalmente alcançaria o mesmo status de composição... com suas duas contribuições clássicas para o LP final dos Beatles".
Em abril de 1970, quando a música "For You Blue", composta por Harrison, foi lançada nos Estados Unidos como um lado A duplo junto com "The Long e Winding Road", de McCartney, ela se tornou o segundo lado A duplo da banda a chegar no topo das paradas e "For You Blue" tornou-se a segunda canção de Harrison a atingir a primeira posição. Seu aumento de produtividade e a relutância dos Beatles em incluir suas músicas nos álbuns implicou que, quando a banda terminou, Harrison havia acumulado um estoque de composições não lançadas. Embora Harrison tenha crescido enquanto compositor, sua presença composicional nos álbuns dos Beatles permaneceu limitada a duas ou três canções, aumentando sua frustração e contribuindo, significativamente, para o término da banda. A última sessão de gravação de Harrison com os Beatles foi em 4 de janeiro de 1970, quando ele, McCartney e Starr gravaram sua música "I Me Mine".

## Carreira solo: 1968–1987

### Início de trabalhos solo: 1968–1969
Antes do fim dos Beatles, Harrison já havia gravado e lançado dois álbuns solo: Wonderwall Music e Electronic Sound, ambos contendo, principalmente, composições instrumentais. Wonderwall Music, uma trilha sonora para o filme Wonderwall (1968), mescla instrumentação indiana e ocidental, enquanto Electronic Sound é um álbum experimental que inclui, notadamente, um sintetizador Moog. Lançado em novembro de 1968, Wonderwall Music foi o primeiro álbum solo de um Beatle e o primeiro LP lançado pela Apple Records. Os músicos indianos Aashish Khan e Shivkumar Sharma tocaram no álbum, que contém a colagem musical chamada "Dream Scene", gravada vários meses antes de "Revolution 9".
Em dezembro de 1969, Harrison participou de uma breve turnê da Europa com o grupo estadunidense Delaney & Bonnie e Friends. Durante a turnê, que incluiu Clapton, Bobby Whitlock, o baterista Jim Gordon e os líderes de banda Delaney e Bonnie Bramlett, Harrison começou a escrever "My Sweet Lord", que se tornou seu primeiro single de sucesso como artista solo. Delaney Bramlett inspirou Harrison a aprender a tocar slide guitar, influenciado significativamente sua música posterior.

### All Things Must Pass: 1970
Depois de anos restringido em suas contribuições para álbuns dos Beatles, Harrison lançou All Things Must Pass, um álbum triplo: dois discos continham músicas suas e o terceiro continha gravações de Harrison improvisando com amigos. Considerado por muitos como seu melhor trabalho, o álbum chegou ao topo das paradas em ambos os lados do Atlântico. O LP produziu o sucesso "My Sweet Lord", que atingiu o primeiro lugar, e o single "What Is Life", que ficou entre as dez mais tocadas. O álbum foi co-produzido por Phil Spector, usando sua técnica "Wall of Sound", e os músicos incluíram Starr, Clapton, Gary Wright, Preston, Klaus Voorman, a banda Delaney e Bonnie's Friends e o grupo Badfinger, da Apple. Ao ser lançado, All Things Must Pass foi aclamado pela crítica. Ben Gerson, da Rolling Stone, descreveu-o como sendo "um clássico de proporções Spectorianas, Wagneriano, Bruckneriano, música de topos de montanhas e vastos horizontes". O autor e musicólogo Ian Inglis considera a letra da música título "um reconhecimento da impermanência da existência humana... uma conclusão simples e tocante" para a antiga banda de Harrison. Em 1971, Bright Tunes processou Harrison por violação de direito autoral pela similaridade entre "My Sweet Lord" e "He's So Fine", sucesso de 1963 das Chiffons. Quando o processo foi levado a um tribunal distrital dos Estados Unidos em 1976, o músico negou ter deliberadamente plagiado a canção, mas perdeu o caso, pois o juiz determinou que ele o havia feito subconscientemente.
Em 2000, a Apple Records lançou uma edição de aniversário de trinta anos do álbum e Harrison participou ativamente de sua promoção, dando uma entrevista na qual refletiu sobre o trabalho: "É só algo que era minha continuação dos Beatles, na verdade. Era como se fosse eu saindo dos Beatles e apenas seguindo meu próprio caminho... Foi uma ocasião muito feliz". Ele comentou sobre a produção: "Bem, naquele tempo, o reverb era meio que usado um pouco mais do que eu faria agora. Na verdade, não uso o reverb de maneira nenhuma. Não o suporto... É difícil, sabe, voltar a algo, trinta anos depois, e esperar que seja como você gostaria que fosse agora".

### O Concerto para Bangladesh: 1971
Respondendo a um pedido de Ravi Shankar, Harrison organizou um evento beneficente, o Concerto para Bangladesh, que aconteceu em 1.º de agosto de 1971 e atraiu mais de 40 mil pessoas para dois shows no Madison Square Garden, em Nova Iorque. O objetivo do evento era arrecadar dinheiro para auxiliar refugiados durante a Guerra de Independência de Bangladesh. Shankar abriu o show, que teve a participação de músicos como Dylan, Clapton, Leon Russell, Badfinger, Preston e Starr.
Um álbum triplo, The Concert for Bangladesh, foi lançado pela Apple Corps naquele ano, seguido de um filme do show em 1972. Mais tarde, problemas com impostos e gastos questionáveis chegaram a prender muitas das receitas, mas Harrison comentou: "O concerto era para, principalmente, chamar atenção para a situação... O dinheiro que arrecadamos foi secundário, e, embora tenhamos tido problemas com o dinheiro... eles ainda têm bastante... mesmo que seja uma gota no oceano. O principal era: vamos divulgar o assunto e ajudar a acabar com a guerra". O evento foi descrito como um inovador precursor dos shows de rock beneficentes em larga escala que vieram depois, incluindo o Live Aid.

### DeLiving in the Material WorldaGeorge Harrison: 1973–1979
Harrison não lançaria outro álbum que alcançasse o mesmo sucesso crítico e comercial de All Things Must Pass, mas seu álbum solo seguinte, Living in the Material World (1973), ficou na primeira posição da parada da Billboard durante cinco semanas, e o single do álbum, "Give Me Love (Give Me Peace on Earth)", também chegou à primeira posição nos Estados Unidos. No Reino Unido, o LP chegou à segunda posição, ficando doze semanas nas paradas, com o single atingindo a oitava posição. O álbum foi ricamente produzido e embalado, e sua mensagem principal eram as crenças hindus de Harrison. Na opinião de Greene, o LP "continha muitas das composições mais fortes de sua carreira". Stephen Holden, escrevendo para a Rolling Stone, sentiu que o álbum era "altamente atraente" e "profundamente sedutor", e que ele "se situa como um artigo de fé, milagroso em sua radiância". Outros críticos foram menos entusiastas, descrevendo o lançamento como desajeitado, demasiado devoto e excessivamente sentimental, reação esta que deixou Harrison desanimado.

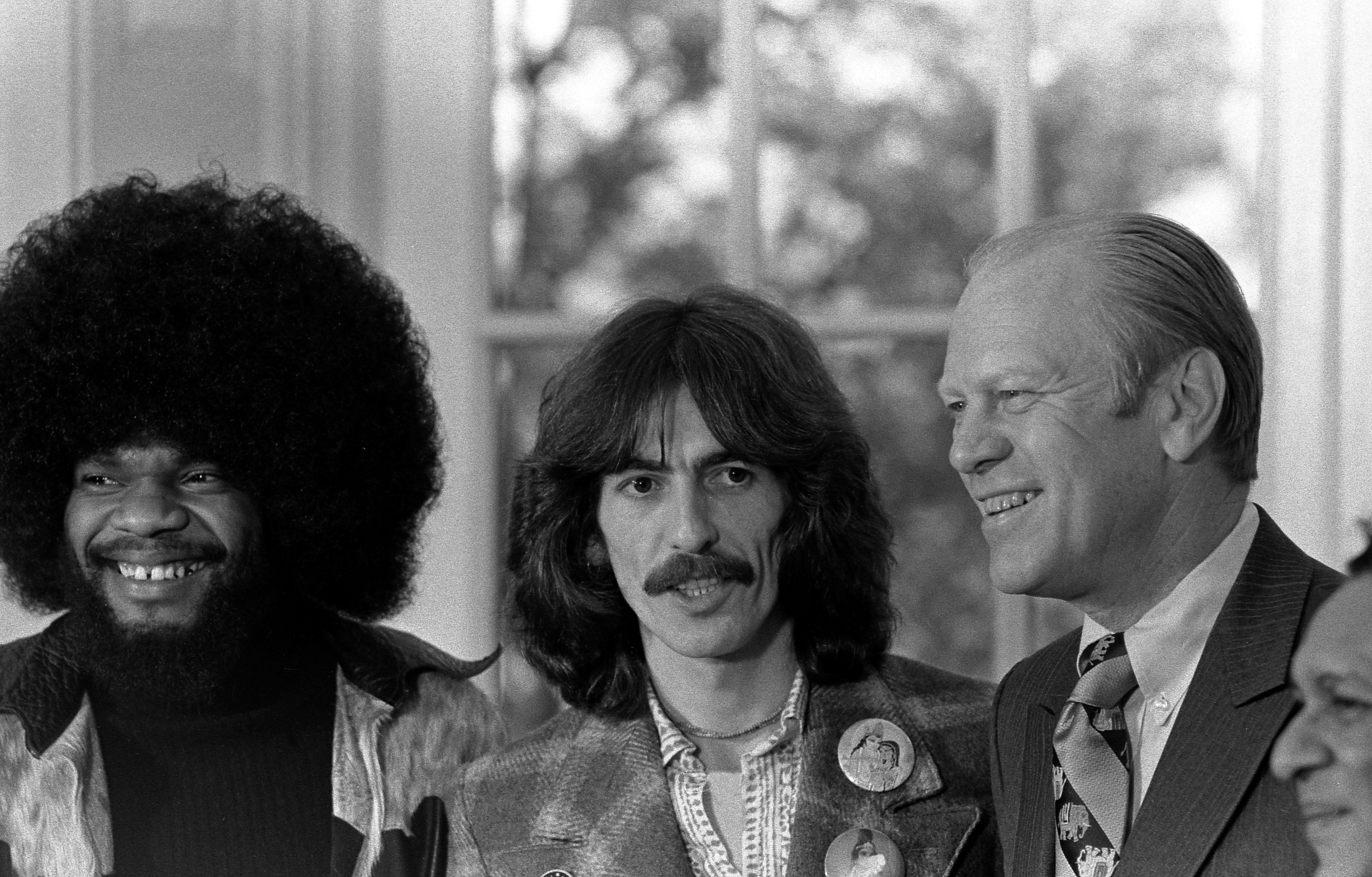
Billy Preston, Harrison, o presidente dos EUA Gerald Ford e Shankar durante uma visita à Casa Branca na turnê Dark Horse de 1974.

Em novembro de 1974, Harrison começou sua turnê Dark Horse, com 45 datas, se tornando o primeiro ex-Beatle a realizar uma turnê pela América do Norte. Além das performances de Harrison e um conjunto de músicos, como Preston, Tom Scott, Willie Weeks, Andy Newmark e Jim Horn, a turnê também incluiu performances de música indiana tradicional, tocada por "Ravi Shankar, Family and Friends". Apesar de diversas críticas positivas, a reação à turnê foi negativa, com queixas acerca do conteúdo, da estrutura e da duração, que era de duas horas e meia, vista como excessiva na época. Alguns fãs acharam a significativa presença de Shankar uma bizarra decepção, já que esperavam ver apenas Harrison tocar, e muitos sentiram-se insultados pelo que Inglis descreveu como "os sermões" de Harrison. Além disso, este modificou as letras de várias canções dos Beatles, e algumas das substituições foram vistas como "gratuitamente ofensivas". Seus vocais, afetados por laringite, também decepcionaram fãs e críticos, que começaram a chamar a turnê de "dark hoarse", um trocadilho com o nome oficial da turnê. Harrison ficou tão profundamente incomodado pela reação mordaz que não realizou outra turnê novamente até os anos 1990. O autor Robert Rodriguez comentou: "Enquanto a turnê Dark Horse pode ser considerada um nobre fracasso, houve um número de fãs que se sintonizaram com o que estava sendo tentado. Eles foram embora eufóricos, conscientes de que haviam presenciado algo tão inspirador que nunca mais poderia ser repetido". Simon Leng chamou a turnê de "inovadora" e "revolucionária em sua apresentação da música indiana".

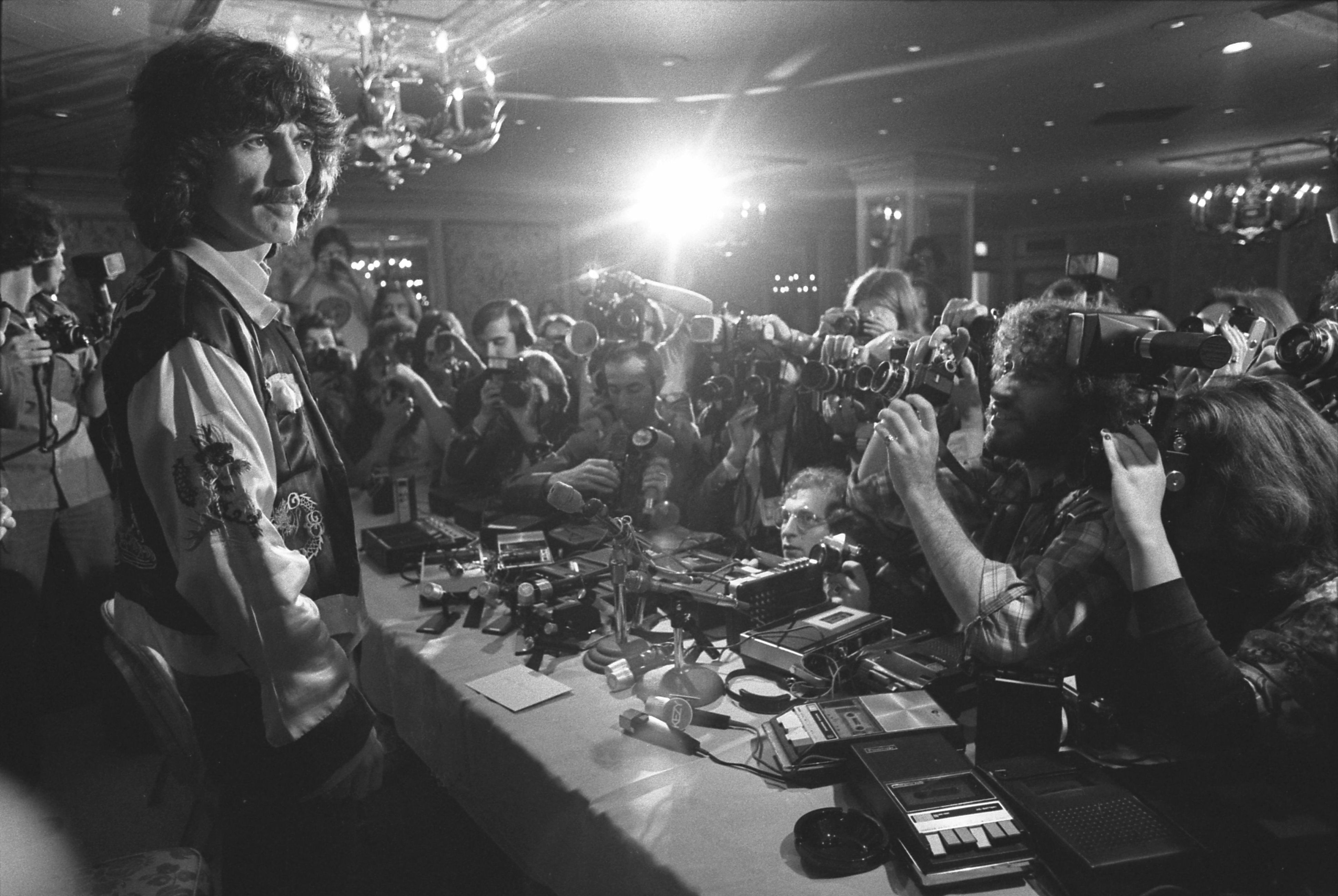
Harrison diante de uma multidão de fotógrafos em Los Angeles, Califórnia, 1974.

Em dezembro, Harrison lançou Dark Horse, álbum que lhe rendeu as críticas menos favoráveis de sua carreira. A Rolling Stone chamou-o de "a narrativa de um artista fora do seu elemento, trabalhando dentro de um prazo, debilitando seus talentos sobrecarregados pela pressa de lançar um novo 'produto de LP', ensaiar a banda e organizar uma turnê ao redor do país, tudo em três semanas". O álbum chegou à quarta posição na parada da Billboard e o single "Dark Horse" alcançou a 15.ª posição, mas ambos falharam em causar algum impacto no Reino Unido. O crítico musical Mikal Gilmore descreveu Dark Horse como "um dos trabalhos mais fascinantes de Harrison – um álbum sobre mudança e perda".

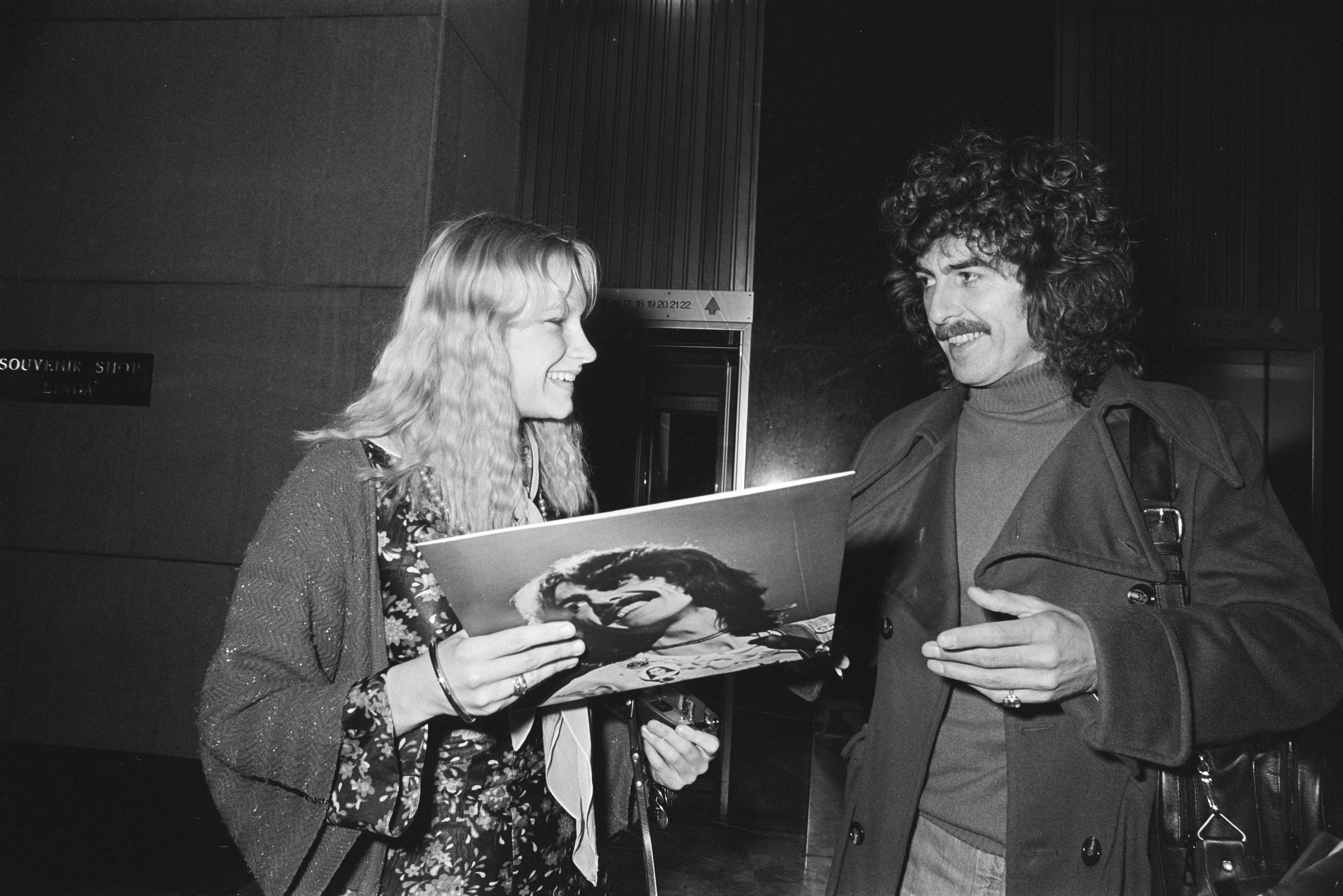
Harrison saindo do Hilton Hotel em Amsterdam e autografando um álbum para uma fã, fevereiro de 1977.

O álbum de estúdio final de Harrison pela EMI e Apple Records foi Extra Texture (Read All About It) (1975), inspirado pela soul music. Ele o considerou o menos satisfatório dos três que gravou desde All Things Must Pass. Leng identificou "rancor e desânimo" em muitas das faixas do álbum; Klaus Voorman, seu amigo de longa data, comentou: "Ele não estava preparado para isso... Foi uma época terrível, porque acho que havia muita cocaína circulando e foi aí que me afastei... Não gostava da sua mentalidade". Ele lançou dois singles do LP: "You", que entrou no Top 20 da Billboard, e "This Guitar (Can't Keep from Crying)", o último single original lançado pela Apple.
Thirty Three & 1/3 (1976), o primeiro álbum lançado pelo seu selo Dark Horse Records, produziu os sucessos "This Song" e "Crackerbox Palace", ambas as quais alcançaram o Top 25 nos EUA. O humor surreal de "Crackerbox Palace" refletiu a associação de Harrison com Eric Idle, do Monty Python, que dirigiu um clipe musical cômico para a música. Enfatizando melodia, musicalidade e uma temática mais sutil que a mensagem religiosa de seus trabalhos anteriores, Thirty Three & 1/3 rendeu a Harrison suas críticas mais favoráveis nos EUA desde All Things Must Pass.
Em 1979, após seu segundo casamento e o nascimento de seu filho Dhani, ele lançou George Harrison. Tanto o álbum quanto o single "Blow Away" entraram no Top 20 da Billboard. O álbum marcou o início do afastamento gradual de Harrison da indústria musical e a efetivação das ideias introduzidas em All Things Must Pass. Em 1978, a morte de seu pai em maio e o nascimento de seu filho em agosto influenciaram sua decisão de devotar mais tempo a sua família que a sua carreira. Leng descreveu o álbum como "melódico e exuberante... tranquilo... o trabalho de um homem que viveu o sonho do rock and roll duas vezes e agora estava aderindo a felicidade doméstica e espiritual".

### DeSomewhere in EnglandaCloud Nine: 1980–1987
O assassinato de Lennon em 8 de dezembro de 1980 perturbou Harrison e reforçou sua preocupação sobre stalkers que tinha há décadas. Também foi uma profunda perda pessoal, embora McCartney, Starr e Harrison tenham tido pouco contato com Lennon nos anos antes de sua morte. Depois do assassinato, Harrison comentou: "Depois de tudo pelo que passamos juntos, eu tinha e ainda tenho um grande amor e respeito por John Lennon. Estou chocado e atordoado".
Harrison modificou a letra de uma canção que havia escrita para Starr no intuito de fazer dela um tributo a Lennon. "All Those Years Ago", que incluiu vocais de Paul e Linda McCartney, assim como a contribuição original de bateria de Starr, chegou à segunda colocação nas paradas estadunidenses. O single foi incluído no álbum Somewhere in England em 1981. Harrison não lançou nenhum álbum novo durante cinco anos depois que Gone Troppo (1982) recebeu pouca atenção dos críticos e do público.
Durante este período, ele fez diversas participações especiais, incluindo em um show de 1985 em homenagem a Carl Perkins intitulado Blue Suede Shoes: A Rockabilly Session. Em março de 1986, ele fez uma aparição surpresa durante o final do Birmingham Heart Beat Charity Concert, um evento organizado para arrecadar dinheiro para o Birmingham Children's Hospital. No ano seguinte, ele participou do concerto beneficente do Prince's Trust na Arena Wembley, em Londres, tocando "While My Guitar Gently Weeps" e "Here Comes the Sun". Em fevereiro de 1987, ele se juntou a Dylan, John Fogerty e Jesse Ed Davis no palco para um show de duas horas com o músico de blues Taj Mahal. Harrison recordou: "Bob me ligou e perguntou se eu queria sair à noite e ver o Taj Mahal... Então, nós fomos lá e bebemos algumas dessas cervejas mexicanas – e bebemos um pouco mais... Bob disse: 'Ei, porque a gente não sobe no palco e toca, e você canta?' Mas toda hora que eu chego perto do microfone, Dylan chega perto de mim e começa a cantar essas porcarias no meu ouvido, tentando me confundir".
Em novembro de 1987, Harrison lançou o álbum Cloud Nine, que foi certificado com disco de platina. Co-produzido com Jeff Lynne da Electric Light Orchestra, o LP incluiu a versão de Harrison da música "Got My Mind Set on You", de James Ray, a qual chegou à primeira colocação nos EUA e à segunda no Reino Unido. O clipe da música recebeu considerável exposição, e outro single, "When We Was Fab", uma retrospectiva da carreira dos Beatles, rendeu-lhe duas indicações ao MTV Video Music Awards em 1988. Gravado em sua propriedade em Friar Park, a slide guitar de Harrison teve lugar de destaque no álbum, que incluiu diversos de seus colaboradores de longa data, incluindo Clapton, Jim Keltner, e Jim Horn, que recordou a atitude descontraída e amigável de Harrison durante as sessões: "George fazia você se sentir em casa, na casa dele... Uma vez, ele me fez sentar no banheiro e tocar meu saxofone soprano, e eles colocaram o microfone no fim do corredor para ter um som distante. Pensei que estivessem brincando... Outra vez, ele me parou no meio de um solo de sax e me trouxe o chá das três—novamente, achei que ele estava brincando". Cloud Nine chegou à oitava e décima posição nos EUA e no Reino Unido respectivamente, e várias faixas do álbum entraram na parada de rock mainstream da Billboard – "Devil's Radio", "This Is Love" e "Cloud 9".

## Carreira posterior: 1988–1996

### The Traveling Wilburys: 1988–1990
Em 1988, Harrison formou a banda Traveling Wilburys com Jeff Lynne, Roy Orbison, Bob Dylan e Tom Petty. A banda se reuniu na garagem de Dylan para gravar um single de Harrison que seria lançado na Europa. A gravadora de Harrison decidiu que a faixa, "Handle with Care", era boa demais para seu propósito original de ser um lado B e pediu um álbum completo. O LP, Traveling Wilburys Vol. 1, foi lançado em outubro de 1988 e gravado sob os pseudônimos de meios-irmãos, supostos filhos de Charles Truscott Wilbury, Sr. O pseudônimo de Harrison no primeiro álbum foi "Nelson Wilbury"; ele usou o nome "Spike Wilbury" no segundo álbum.
Depois da morte de Orbison em dezembro de 1988, o grupo gravou como um quarteto. O segundo álbum, lançado em outubro de 1990, foi travessamento intitulado Traveling Wilburys Vol. 3. De acordo com Lynne, "Essa foi uma ideia do George. Ele disse 'vamos confundir os safados'". O álbum atingiu a 14.ª posição no Reino Unido, e foi certificado com disco de platina pela venda de mais de três milhões de unidades. Os Wilburys nunca tocaram ao vivo e o grupo não gravou junto novamente depois do lançamento do segundo álbum.
Em 1989, Harrison e Starr apareceram no clipe da canção "I Won't Back Down", de Tom Petty. Starr é filmado tocando a bateria, mas não tocou na faixa; Harrison tocou violão e forneceu vocais de apoio. Em dezembro de 1991, Harrison se juntou a Clapton para uma turnê do Japão. Foi a primeira de Harrison desde 1974 e não houve nenhuma outra depois. Em 6 de abril de 1992, Harrison realizou um show beneficente para o partido Natural Law no Royal Albert Hall, sua primeira performance em Londres desde o show no telhado da Apple Records em 1969. Em outubro de 1992, ele tocou num concerto em homenagem a Bob Dylan no Madison Square Garden em Nova Iorque, juntamente com o próprio Dylan, Clapton, McGuinn, Petty e Neil Young.

### The Beatles Anthology: 1995–1996
Em 1994, Harrison começou a colaborar com McCartney, Starr e o produtor Jeff Lynne para o projeto Beatles Anthology. Este incluiu a gravação de duas novas músicas dos Beatles criadas a partir de fitas com vocais e piano gravados por Lennon, assim como longas entrevistas sobre a carreira dos Beatles. Lançada em dezembro de 1995, "Free as a Bird" foi o primeiro single novo dos Beatles desde 1970. Em março de 1996, eles lançaram um segundo, "Real Love". Harrison se recusou a participar da conclusão de uma terceira música. Mais tarde, comentou sobre o projeto: "Espero que alguém faça isso com minhas demos quando eu morrer, transforme-as em músicas de sucesso".
Depois do projeto Anthology, Harrison colaborou com Ravi Shankar no álbum Chants of India. Sua última aparição na televisão, gravada em maio de 1997, foi num especial do VH1 para promover este álbum. Em janeiro de 1998, Harrison participou do funeral de Carl Perkins em Jackson, Tennessee, tocando uma breve versão da música "Your True Love" de Perkins. Em junho de 1998, ele participou do funeral de Linda McCartney, e apareceu no álbum Vertical Man, de Ringo Starr, tocando guitarra em duas faixas.

## Últimos anos e morte: 1997–2001
Em 1997, Harrison foi diagnosticado com câncer na garganta e realizou tratamento com radioterapia, que, na época, pensou-se ter sido bem-sucedido. Ele culpou, publicamente, seus anos de tabagismo pela doença.
Em 30 de dezembro de 1999, Harrison e sua esposa foram atacados em Friar Park, sua casa. Michael Abram, um fã de 36 anos, invadiu e atacou Harrison com uma faca de cozinha, perfurando um pulmão e causando ferimentos na cabeça antes que Olivia Harrison incapacitasse o agressor atacando-o, repetidamente, com um atiçador de lareira e um abajur. Depois do ataque, Harrison foi hospitalizado, divulgando, logo em seguida, uma declaração a respeito do agressor: "[ele] não era um ladrão, e certamente não estava fazendo teste para os Traveling Wilburys".
Em maio de 2001, foi revelado que Harrison havia passado por uma operação para remover um tumor canceroso em um de seus pulmões, e, em julho, foi divulgado que ele estava tratando um tumor cerebral numa clínica em Switzerle. Starr o visitou na clínica, mas teve de encurtar sua visita para viajar a Boston, onde sua filha estava realizando uma cirurgia de emergência no cérebro, ao que Harrison gracejou: "Você quer que eu vá com você?". Em novembro de 2001, começou a radioterapia no Staten Isle University Hospital, em Nova Iorque, para o carcinoma de pulmão não pequenas células que havia se espalhado para seu cérebro. Quando a notícia foi divulgada, Harrison se queixou da violação de privacidade de seu médico, e seu espólio, posteriormente, alegou danos.
Em 12 de novembro, em Nova Iorque, Harrison, Starr e McCartney se juntaram uma última vez. Três semanas depois, em 29 de novembro de 2001, Harrison morreu na casa de um amigo em Los Angeles, aos 58 anos. Ele foi cremado no Hollywood Forever Cemetery e o funeral aconteceu na Self-Realization Fellowship Lake Shrine, no bairro Pacific Palisades de Los Angeles. Suas cinzas foram espalhadas nos rios Ganges e Yamuna perto da cidade de Varanasi, na Índia, por sua família numa cerimônia particular de acordo com a tradição hindu. Ele deixou quase 100 milhões de libras em seu testamento.
O último álbum de Harrison, Brainwashed (2002), lançado postumamente, foi completado por seu filho Dhani e por Jeff Lynne. Incluída nas notas de encarte do álbum está uma citação do Bhagavad Gita: "Nunca houve um tempo em que eu não existisse, nem você; e no futuro nenhum de nós deixará de existir". O single "Stuck Inside a Cloud", descrito por Leng como "uma reação singularmente sincera à doença e mortalidade", atingiu a 27.ª posição na parada Adult Contemporary da Billboard. O single "Any Road", lançado em maio de 2003, alcançou a 37.ª posição na UK Singles Chart. Em 2004, "Marwa Blues" recebeu o Grammy de Melhor Performance de Pop Instrumental, enquanto "Any Road" foi indicada a Melhor Performance Vocal Pop Masculina.

## Características musicais

### Como compositor
George Harrison escreveu sua primeira canção, "Don't Bother Me", enquanto estava doente numa cama de hotel em Bournemouth durante o mês de agosto de 1963, como "um exercício para ver se eu poderia compor uma música", como lembro o artista. "Don't Bother Me" apareceu no segundo álbum da banda, With the Beatles, mais tarde no mesmo ano, e depois em Meet the Beatles! nos EUA no início de 1964. Em 1965, ele contribuiu com as canções "I Need You" e "You Like Me Too Much" para o álbum Help!
A habilidade de Harrison para compor músicas melhorou ao longo da carreira dos Beatles, mas seu material não ganhou o respeito de Lennon, McCartney e do produtor George Martin até perto do fim da banda. Em 1969, McCartney disse a Lennon: "Até esse ano, nossas canções eram melhores que as do George. Agora, esse ano, as canções dele são tão boas quanto as nossas". Com frequência, Harrison tinha dificuldade de convencer a banda a gravar suas músicas. A maioria dos álbuns dos Beatles, de 1965 em diante, traziam, pelo menos, duas composições de Harrison; três de suas músicas aparecem em Revolver, "o álbum no qual Harrison atingiu a maturidade como compositor", de acordo com Inglis.
Acerca da música "Within You Without You", o autor Gerry Farrell afirmou que Harrison havia criado uma "nova forma", chamado a composição de "uma perfeita fusão de pop e música indiana". Lennon chamou a canção de uma das melhores de Harrison: "sua mente e sua música são claras. Ali jaz o talento inato dele, ele reuniu aquele som". Bob Spitz, biógrafo dos Beatles, descreveu "Something" como uma obra-prima, e "uma balada romântica intensamente emocionante que desafiaria 'Yesterday' e 'Michelle' como uma das canções mais reconhecíveis já produzidas por eles". De acordo com Kenneth Womack, "Harrison atinge sua maturidade em Abbey Road... 'Here Comes the Sun' é igualada – com efeito, superada – apenas por 'Something', sua maior realização". Inglis considerou Abbey Road como um momento decisivo no desenvolvimento de Harrison enquanto compositor e músico. Ele descreveu as contribuições de Harrison para o LP como "impecáveis", declarando-as no mesmo nível de quaisquer canções anteriores dos Beatles. Durante a gravação do álbum, Harrison manteve mais controle criativo do que anteriormente, ativamente rejeitando sugestões de mudanças a sua música ou letra, especialmente de McCartney.
Seu interesse em música indiana revelou-se uma forte influência em seu estilo de composição e contribuiu para sua inovação dentro dos Beatles. De acordo com Mikal Gilmore, da Rolling Stone, "a abertura de Harrison a novos sons e texturas abriram caminhas em suas composições de rock and roll. Seu uso da dissonância em... 'Taxman' e 'I Want to Tell You' foi revolucionário na música popular – e talvez mais originalmente criativo do que os maneirismos avant-garde que Lennon McCarney emprestaram da música de Karlheinz Stockhausen, Luciano Berio, Edgard Varèse e Igor Stravinsky...". Em 1997, Gerry Farrell comentou: "é uma prova do sincero envolvimento de Harrison... que, depois de quase trinta anos, as músicas 'indianas' dos Beatles continuem sendo os exemplos mais criativos e bem-sucedidos deste tipo de fusão".

### Como guitarrista

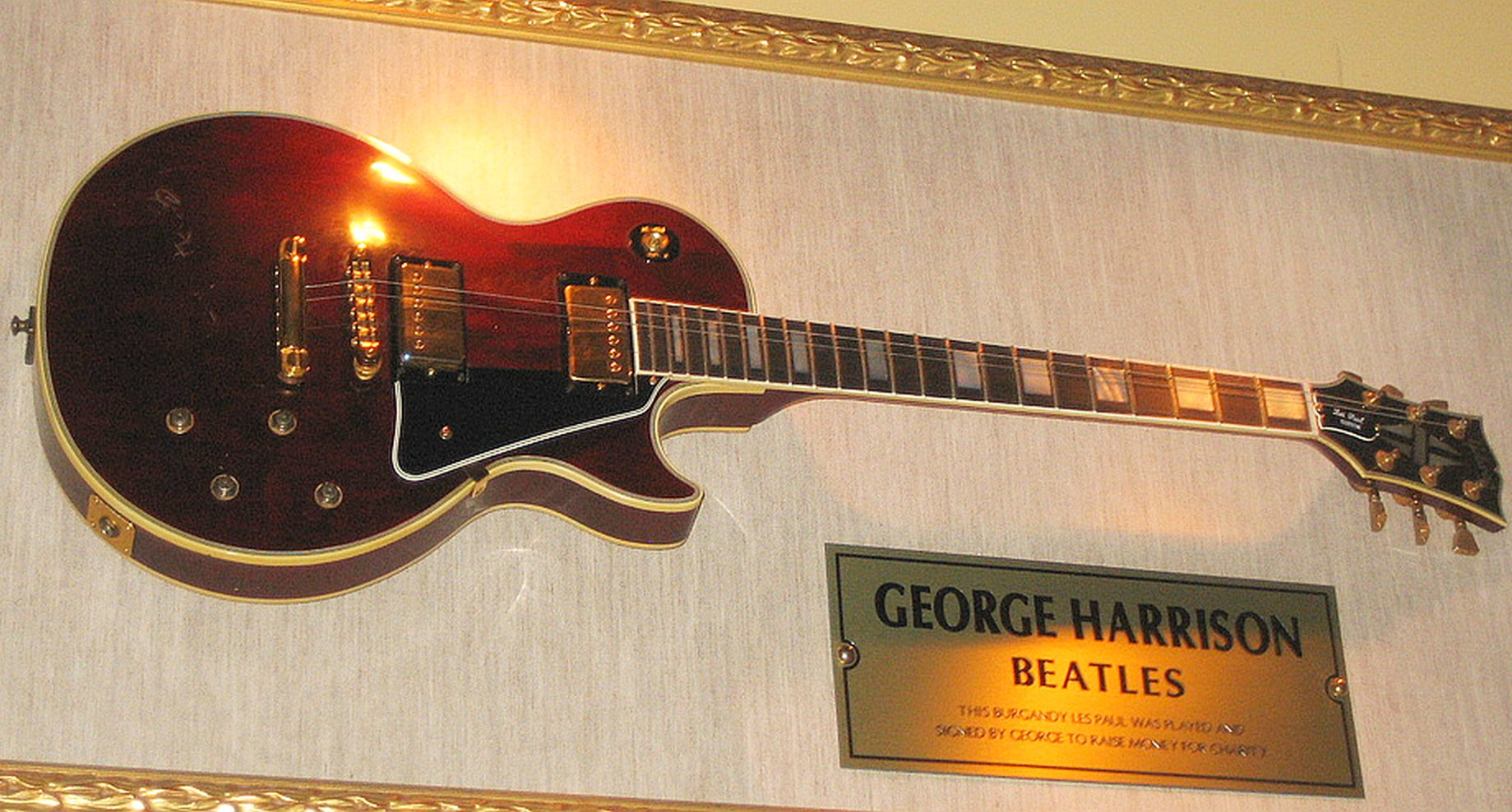
Guitarra Les Paul de Harrison.

Harrison tocava guitarra nos Beatles de maneira variada e flexível; embora nem rápida ou chamativa, Harrison tocava a guitarra solo de maneira sólida e tipificou o estilo mais contido de guitarra principal do início dos anos 1960; sua estilo de tocar guitarra rítmica foi tão inovativo quanto, como quando usou um capo para encurtar as cordas num violão, como no álbum Rubber Soul e em "Here Comes the Sun", para criar um som claro e doce. Eric Clapton sentiu que Harrison era "claramente um inovador", já que estava "pegando certos elementos de R&B e rock e rockabily e criando algo único". Jann Wenner, fundador da Rolling Stone, descreveu Harrison como "um guitarrista que nunca foi chamativo, mas que tinha um inato e eloquente senso melódico. ele tocava primorosamente em serviço da canção". Tom Petty, amigo e seu ex-companheiro de banda, concordou: "Ele simplesmente tinha um jeito de ir direto ao assunto, de encontrar a coisa certa para tocar". O estilo de palhetar de Chet Atkins e Carl Perkins influenciou Harrison, dando uma sensação de música country a diversas gravações dos Beatles. Ele identificou Chuck Berry como uma influência inicial e Ry Cooder como uma importante influência posterior.
Em 1961, os Beatles gravaram "Cry for a Shadow", uma música instrumental inspirada no blues, coescrita por Lennon e Harrison, a quem é creditada a composição da seção de guitarra solo da canção, construindo inusitados voicings de acordes e imitando o estilo de outros grupos ingleses como os Shadows. O musicólogo Walter Everett observou que, embora as primeiras composições dos Beatles se mantivessem próximas dos padrões convencionais do rock na época, ele também identificou significativas variações em seu ritmo e direção tonal. O uso amplo da escala diatônica no estilo de tocar de Harrison revela a influência de Buddy Holly, e seu interesse em Berry inspirou-o a compor canções baseadas na escala do blues, ao mesmo tempo incorporando uma qualidade do rockabily no estilo de Perkins. Dentro deste arcabouço, ele amiúde utilizava a síncope, como em seus solos de guitarra nos covers de "Roll Over Beethoven" e "Too Much Monkey Business". Outra técnica utilizada foi o uso intervalado de oitavas, como em "I'll Be on My Way". Ele foi a primeira pessoa a possuir uma Rickenbacker 360/12, uma guitarra de doze cordas, das quais as últimas oito são afinadas em pares com uma oitava de diferença, e as quatro primeiras, afinadas em pares em uníssono. A Rickenbacker é única entre guitarras de doze cordas por ter a corda da oitava mais grave de cada um dos quatro primeiros pares colocada acima da corda mais aguda. Isto e as ricas harmonias produzidas por uma guitarra de doze cordas deram os distintos sobretons encontrados em várias gravações dos Beatles. Seu uso da guitarra durante a gravação de A Hard Day's Night ajudou a popularizar o modelo, e o som metálico se tornou tão destacado que a revista Melody Maker o denominou a "arma secreta" dos Beatles.
Harrison compôs a progressão harmônica de sua primeira canção lançada, "Don't Bother Me" (1963), quase exclusivamente no modo dórico, demonstrando um interesse em tons exóticos que, eventualmente, culminaram em sua adesão à música indiana. O timbre sombrio de sua guitarra na faixa foi acentuado por seu uso de voicings descomplicados, porém, eficazes do acorde de Dó com nona e um solo na escala pentatônica menor. Em 1964, começou a desenvolver um estilo pessoal distinto como guitarrista, compondo seções que faziam uso de tons não-resolvidos, como nos arpejos finais de "A Hard Day's Night". em 1965, usou um pedal de expressão para controlar o volume de sua guitarra em "I Need You", criando um efeito sincopado de flautando com a melodia, resolvendo sua dissonância através de deslocamentos tonais. Ele usou a mesma técnica de controle de volume em "Yes It Is", aplicando o que Everett descreveu como "articulação fantasma" para as harmônicas naturais da música.
Acerca de "If I Needed Someone", de Rubber Soul, Harrison disse: "É como um milhão de outras canções compostas em torno do acorde de Ré. Se você mover seus dedos, você consegue várias pequenas melodias... Me impressiona que as pessoas ainda encontrem novas permutações das mesmas notas". Sua outra contribuição para o álbum, "Think for Yourself", traz o que Everett descreveu como "coloração tonal ambígua", utilizando cromatismo em sol maior com uma "estranha" mistura do modo dórico e da pentatônica menor; ele chamou de "um tour de force de degraus de escala alterados". Em 1966, Harrison contribuiu ideas musicais inovadoras para Revolver. Utilizou a técnica de backmasking em sua guitarra na canção "I'm Only Sleeping" e uma contra-melodia de guitarra em "And Your Bird Can Sing" que se movia em oitavas paralelas acima dos contratempos do baixo de McCartney. Sua guitarra em "I Want to Tell You" exemplificou o emparelhamento de cores de acordes alteradas com linhas cromáticas descendentes e sua seção de guitarra em "Lucy in the Sky with Diamonds", de Sgt Pepper's, espelha a linha vocal de Lennon da mesma maneira que um tocador de sarangi acompanha um cantor de khyal numa musical devocional hindu.
Everett descreveu o solo de guitarra de Harrison em "Old Brown Shoe" como "cortante e altamente Claptoniano". Ele identificou dois dos motivos mais significantes da composição: um tricorde característico do blues e uma tríade diminuta com raízes em Lá e Mi. Huntley chamou a canção de "uma ardente canção de rock com um solo feroz". Na opinião de Greene, a demo de Harrison para "Old Brown Shoe" contém "um dos mais complexos solos de guitarra de qualquer música dos Beatles".
A performance de Harrison em Abbey Road e, em especial, na canção "Something", marcou um momento significativo em seu desenvolvimento como guitarrista. O solo de guitarra da música mostra uma ampla variedade de influências, incorporando o estilo de guitarra de blues de Clapton e os estilos das gamakas indianas. De acordo com o autor e musicólogo Kenneth Womack: "'Somehting' serpenteia em direção ao mais inesquecível dos solos de guitarra de Harrison... Uma obra-prima em simplicidade, [que] mira em direção ao sublime". Harrison recebeu um prêmio Ivor Novello em julho de 1970 por "Somehting", como a "A Melhor Canção do Ano em Música e Letra".
Depois que Delaney Bramlett o inspirou a aprender a slide guitar, Harrison começou a incorporá-la em sua carreira solo, o que lhe permitiu imitar muitos instrumentos indianos tradicionais, incluindo o sarangi e a dilruba. Leng descreveu o solo de guitarra de Harrison em "How Do You Sleep?" como um desvio para "o doce solista de 'Something'", chamando sua performance "justamente afamada... uma das maiores declarações de guitarra de Harrison". Lennon comentou: "Esse é o melhor que ele já tocou em sua vida".
Uma influência havaiana pode ser notada em muitas das músicas de Harrison, desde suas guitarras em Gone Troppo (1982) à sua performance televisionada da famosa música de Cab Calloway "Between the Devil and the Deep Blue Sea" no ukulele em 1992. Lavezzoli descreveu a performance de Harrison na slide guitar na canção "Marwa Blues" (2002), instrumental que ganhou o Grammy, como demonstrando influências havaianas e, ao mesmo tempo, comparando a melodia a um sarod ou veena indiano, chamado-a de "mais uma demonstração da abordagem única da Harrison para a slide guitar". Harrison era um admirador de George Formby e membro da Ukulele Society of Great Britain, e tocou um solo de ukulele no estilo de Formby no fim de "Free as a Bird". Ele tocou numa convenção Formby em 1991 e serviu como presidente honorário da George Formby Appreciation Society. Harrison tocou baixo em diversas faixas, incluindo "She Said She Said", "Golden Slumbers", "Birthday" e "Honey Pie" dos Beatles. Também tocou baixo em vários de sua carreira solo, incluindo "Faster", "Wake Up My Love" e "Bye Bye Love".

### Guitarras
Quando Harrison se uniu aos Quarrymen em 1958, sua guitarra principal era uma Höfner President Acoustic, a qual ele logo trocou por um modelo Höfner Club 40. Sua primeira guitarra elétrica foi uma Jolana Futurama/Grazioso construída na Checoslováquia. As guitarras que ele usou em gravações iniciais eram, principalmente, modelos Gretsch, ligadas num amplificador Vox, incluindo uma Gretsch Duo Jet que comprou usada em 1961, e com a qual posou para a capa do álbum Cloud Nine (1987). Também comprou uma Gretsch Tennessean e uma Gretsch Country Gentleman, com a qual tocou em "She Loves You" e durante a apresentação dos Beatles em 1964 no Ed Sullivan Show. Em 1963, ele comprou uma Rickenbacker 425 Fireglo e, em 1964, adquiriu uma Rickenbacker 360/12, que era a segunda de seu modelo a ser fabricada. Harrison obteve sua primeira Fender Stratocaster em 1965 e usou-a na gravação de Rubber Soul, notadamente em "Nowhere Man".
No início de 1966, Harrison, Lennon e McCartney compraram guitarras modelo Epiphone Casino, que usaram em Revolver. Harrison também usou uma Gibson J-160E e uma Gibson SG Standard durante a gravação do álbum. Mais tarde, pintou sua Stratocaster com um design psicodélico que incluía a palavra "Bebopalula" acima do escudo e o apelido do instrumento, "Rocky", na cabeça. Ele tocou esta guitarra no filme Magical Mystery Tour e ao longo de sua carreira solo. Em meados de 1968, adquiriu uma Gibson Les Paul, à qual deu o apelido "Lucy". Nessa época, obteve uma Gibson Jumbo J-200, a qual usou para gravar demos iniciais de "While My Guitar Gently Weeps". No final de 1968, a Fender Musical Instruments Corporation deu a Harrison um protótipo da Fender Telecaster Rosewood feito sob medida para ele por Philip Kubicki (que, anos depois, começaria sua própria empresa, Factor), um master builder da Fender que também concebeu um protótipo da Stratocaster para Jimi Hendrix.

### Colaborações
De 1968 em diante, Harrison colaborou com outros músicos: neste ano, ele trouxe Eric Clapton para tocar guitarra solo em "While My Guitar Gently Weeps" no White Album, e, no mesmo ano, colaborou com John Barham em seu álbum solo de estreia, Wonderwall Music, que incluía, novamente, contribuições de Clapton, assim como de Peter Tork dos Monkees. Ele tocou em faixas de Dave Mason, Nicky Hopkins, Alvin Lee, Ronnie Wood, Billy Preston e Tom Scott. Harrison co-escreveu músicas com Dylan, Clapton, Preston, Doris Troy, David Bromberg, Gary Wright, Wood, Jeff Lynne, Tom Petty, entre outros. Os projetos musicais de Harrison nos anos finais dos Beatles incluíam produzir Doris Troy, Jackie Lomax e Billy Preston, todos artistas da Apple Records.
Harrison co-escreveu a canção "Badge" com Clapton, que foi incluída no álbum Goodbye (1969) do Cream. Harrison tocou guitarra base na faixa, usando o pseudônimo "L'Angelo Misterioso" por razões contratuais. Em maio de 1970, tocou guitarra em diversas músicas durante uma sessão de gravação do álbum New Morning de Bob Dylan. Além de seu próprio trabalho, entre 1971 e 1973, ele co-escreveu e/ou produziu três sucessos para Starr: "It Don't Come Easy", "Back Off Boogaloo" e "Photograph". Em 1971, ele tocou slide guitar em "How Do You Sleep?" e uma dobro em "Crippled Inside", ambas do álbum Imagine. No mesmo ano, produziu e tocou slide guitar em  "Day After Day", sucesso do Badfinger, e uma dobro em "I Wrote a Simple Song", de Billy Preston. Trabalhou com Harry Nilsson em "You're Breakin' My Heart" (1972) e com Cheech & Chong em "Basketball Jones" (1973). Em 1973, produziu e fez uma participação especial no álbum Shankar Family & Friends.
Em 1974, Harrison fundou a Dark Horse Records. Além de, eventualmente, lançar seus próprios álbuns pela gravadora, ele, inicialmente, utilizou a empresa como uma oportunidade para colaborar com outros músicos. Ele queria que a Dark Horse servisse como um espaço para a criatividade de artistas, como a Apple Records havia sido para os Beatles. Harrison explicou: "A maioria do material vai ser o que eu produzir". Eric Idle comentou: "Ele é extremamente generoso e apoia todo tipo de pessoa da qual você nunca, nunca ouvirá falar". Os primeiros artistas a assinaram com a gravadora foram Ravi Shankar e a banda Splinter, cujo álbum Harrison produziu, que trouxe à Dark Horse seu primeiro sucesso, "Costafine Town". Outros artistas da Dark Horse incluíam Attitudes, Henry McCullough, Jiva e Stairsteps.
Harrison colaborou com Tom Scott em seu álbum New York Connection (1976) e, em 1981, tocou guitarra na faixa "Walk a Thin Line" do álbum The Visitor de Mick Fleetwood. Em 1996, ele gravou "Distance Makes No Difference With Love" com Carl Perkins, e tocou slide guitar na faixa título do álbum Under the Red Sky de Bob Dylan. Em 2001, ele tocou como músico convidado no álbum Zoom da Electric Light Orchestra, e na canção "Love Letters" para a banda Bill Wyman's Rhythm Kings. Ele também co-escreveu uma nova música com seu filho Dhani, "Horse to the Water", que foi gravada em 1.º de outubro, oito semanas antes de sua morte. Ela apareceu no álbum Small World, Big Band de Jools Holland.

### Sitar e música indiana

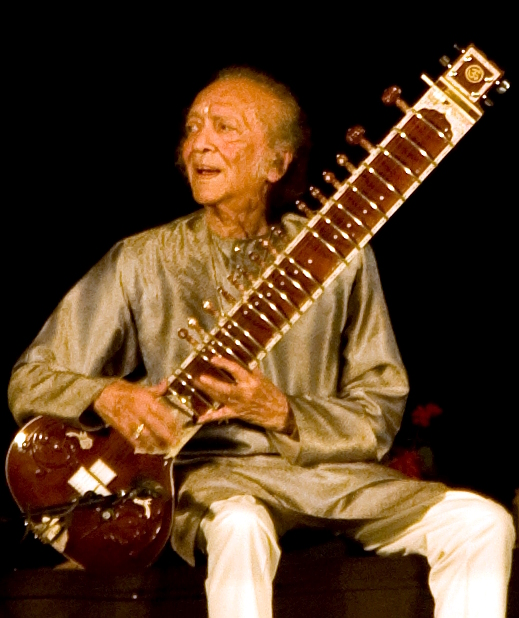
Ravi Shankar, que ensinou Harrison a tocar o sitar.

Durante a turnê estadunidense dos Beatles em 1965, David Crosby, amigo de Harrison e membro dos Byrds, introduziu-o à música clássica indiana e à obra do maestro do sitar Ravi Shankar. Harrison descreveu Shankar como "a primeira pessoa que me impressionou na minha vida... e a única que não tentou me impressionar". Harrison tornou-se fascinado pelo sitar e mergulhou na música indiana. De acordo com Lavezzoli, a introdução do instrumento na música "Norwegian Wood" por Harrison "abriu as comportas para instrumentação indiana no rock, desencadeando o que Shankar chamaria de 'A Grande Explosão do Sitar' de 1966–67". Lavezzoli reconhece Harrison como "o homem mais responsável por este fenômeno".
Em junho de 1966, Harrison se encontrou com Shankar na casa da Sra. Angadi, do Asian Music Circle, pediu para ser seu estudante e foi aceito. Antes deste encontro, Harrison havia gravado a faixa "Love You To" em Revolver, contribuindo com uma seção de sitar que Lavezzoli descreve como uma "surpreendente melhoria" rem relação a "Norwegian Wood" e "a melhor performance no sitar de qualquer músico de rock". Em 6 de julho, Harrison viajou à Índia para comprar um sitar de Rikhi Ram & Fihlos em Nova Délhi. Em setembro, depois da turnê final dos Beatles, ele voltou à Índia para estudar sitar por seis semana com Shankar. Inicialmente, ele ficou em Bombaim, até seus fãs saberem de sua chegada, daí se mudou para uma casa flutuante num lago remoto na Caxemira. Durante sua visita, também ficou sob a tutela de Shambhu Das, protegido de Shankar.
Harrison estudou o instrumento até 1968, quando, depois de uma discussão com Shankar sobre a necessidade de encontrar suas "raízes", um encontro com Clapton e Hendrix num hotel em Nova Iorque o convenceu a retomar a guitarra. Harrison comentou: "eu decidi...Não serei um grande tocador de sitar... porque deveria ter começado, pelo menos, quinze anos mais cedo". Harrison continuou a usar instrumentação indiana ocasionalmente em seus álbuns solo e continuou fortemente associado ao gênero. Lavezzoli agrupa-o com Paul Simon e Peter Gabriel como os três músicos do rock que deram a maior "exposição a músicos não-ocidentais, ou o conceito de 'world music'".

## Vida pessoal

### Hinduísmo

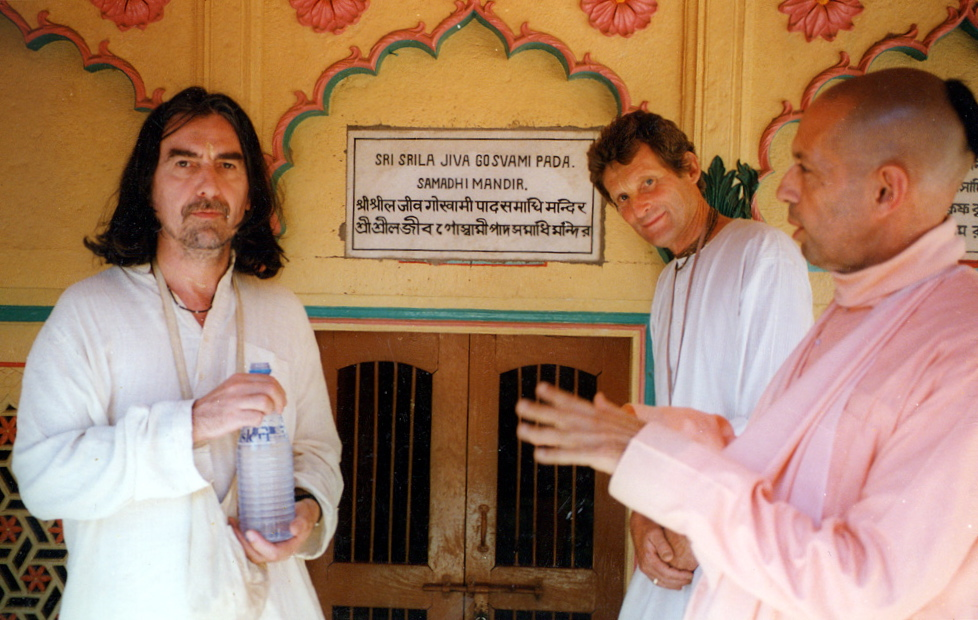
Harrison, com os devotos Hare Krishna Shyamasundara Dasa e Mukunda Goswami, em Vrindavan, Índia, 1996.

Por meados da década de 1960, Harrison havia se tornado um admirador da cultura e misticismo indianos, introduzindo-os aos outros Beatles. Durante a filmagem de Help! nas Bahamas, eles conheceram Swami Vishnu Devananda, fundador da ioga sivananda, que deu a cada um deles uma edição autografada de seu livro, The Complete Illustrated Book of Yoga. Entre o fim da última turnê dos Beatles em 1966 e o início das gravações de Sgt Pepper, ele fez uma peregrinação à Índia com sua esposa Pattie; lá, ele estudou sitar com Ravi Shankar, conheçou vários gurus e visitou diversos locais sagrados. Em 1968, ele viajou à cidade de Rishikesh, no norte da Índia, com os outros Beatles para estudar meditação com Maharishi Mahesh Yogi. O uso de drogas psicodélicas por Harrison encorajou-o em seu percurso em direção à meditação e ao hinduísmo. Ele comentou: "Para mim, foi como um flash. A primeira vez que tomei ácido, algo que estava dentro de mim se abriu na minha cabeça, e compreendi muitas coisas. Não as aprendi porque já sabia delas, mas acabou que aquilo foi a chave que abriu a porta para as revelar. A partir do momento em que tinha aquilo, queria tê-lo toda hora – estes pensamentos sobre os iogues e os Himalaias e a música de Ravi".
Em conformidade com a tradição da ioga hindu, Harrison tornou-se vegetariano no fim dos anos 1960. Depois de receber diversos textos religiosos de Shankar em 1966, ele permaneceu, durante toda sua vida, um defensor dos ensinamentos de Swami Vivekananda e Paramahansa Yogananda – iogues e autores de Raja Yoga e Autobiography of a Yogi respectivamente. Em meados de 1969, ele produziu o single "Hare Krishna Mantra", executado por membros do Templo Radha Krishna em Londres. Tendo também ajudado os devotos do Templo a se estabelecerem na Grã-Bretanha, Harrison conheceu seu líder, A.C. Bhaktivedanta Swami Prabhupada, que ele descreveu como "meu amigo... meu mestre" e "um exemplo perfeito de tudo que ele pregava". Harrison aderiu à tradição Hare Krishna, em especial ao canto japa com contas, e tornou-se um devoto pelo resto de sua vida.
Acerca de outras crenças, ele comentou: "Todas as religiões são ramos de uma única grande árvore. Não importa como você O chama, contanto que chame". Ele comentou sobre suas crenças:
Krishna estava, de fato, num corpo como pessoa ... O que torna isto complica é que ele é Deus, o que está fazendo lutando num campo de guerra? Demorei séculos para entender isso, e, novamente, foi a interpretação espiritual do Bhagavad Gita feita por Yogananda que me fez entender o que era. Nossa ideia de Krishna e Arjuna no campo de guerra numa carruagem. Este é o ponto – que estamos nestes corpos, que são como uma carruagem, e estamos atravessando esta encarnação esta vida, que é como um campo de guerra. Os sentidos do corpo ... são os cavalos puxando a carruagem, e temos que obter o controle da carruagem, tomando suas rédeas. E Arjuna diz no final, "Por favor, Krishna, você dirige a carruagem" porque, ao menos que tragamos Cristo ou Krishna ou Buda ou qualquer dos nossos guias espirituais ... nós vamos bater nossa carruagem, e vamos virar e vamos ser mortos no campo de guerra. Por isso que dizemos "Hare Krishna, Hare Krishna", pedindo a Krishna que venha e assuma a carruagem.
Antes de sua conversão religiosa, o único artista britânico conhecido por atividades similares era Cliff Richard, cuja conversão ao Cristianismo em 1966 havia passado praticamente despercebida pelo público. "Em contraste," escrever Inglis, "A jornada espiritual de Harrison foi vista como um desenvolvimento sério e importante que refletiu a crescente maturidade da música popular... o que ele, e os Beatles, haviam conseguido foi derrubar a suposição paternalista de que músicos populares não tinham papel algum além de subir no palco e cantar seus sucessos".

### Família e interesses

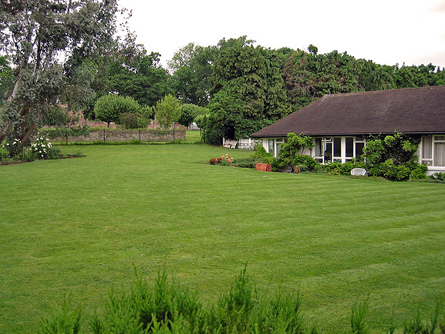
Kinfauns em Surrey foi a casa de Harrison e Pattie Boyd de 1964 a 1970.

Harrison se casou com a modelo Pattie Boyd em 21 de janeiro de 1966, com McCartney como seu padrinho. Harrison e Boyd se conheceram em 1964, durante a produção do filme A Hard Day's Night, no qual ela havia sido escalada como uma colegial. Eles se separaram em 1974 e seu divórcio foi finalizado em 1977. Boyd disse que sua decisão de terminar o casamento e deixar Harrison se deveu as repetidas infidelidades dele, culminando num caso com a esposa de Ringo Starr, Maureen, que Boyd chamou de "a gota final".  Ela caracterizou o último ano do casamento como "movido por álcool e cocaína", e afirmou: "George usou cocaína excessivamente, E acho que isso o mudou... congelou suas emoções e endureceu seu coração". Mais tarde, Pattie passou a viver com Eric Clapton e se casaram em 1979.
Harrison se casou com Olivia Trinidad Arias, secretária da Dark Horse Records, em 2 de setembro de 1978. Eles se conheceram nos escritórios da Dark Horse em Los Angeles em 1974 e, juntos, tiveram um filho, Dhani Harrison, nascido em 1.º de agosto de 1978.
Ele restaurou a mansão inglesa e o terreno de Friar Park, sua casa na cidade de Henley-on-Thames, onde diversos de seus clipes musicais foram gravados, incluindo "Crackerbox Palace"; o terreno também serviu como pano de fundo para a capa de All Things Must Pass. Ele empregou dez trabalhadores para manter o jardim de 36 hectares (150 mil m²). Harrison comentou sobre a jardinagem como uma forma de escapismo: "Algumas vezes, sinto que estou, de fato, no planeta errado, e é ótimo quando estou no meu jardim, mas na hora que saio pelo portão, eu penso: 'Que diabos estou fazendo aqui?'". Sua autobiografia, I, Me, Mine, foi dedicada "aos jardineiros de todos os lugares". Derek Taylor, ex-publicitário dos Beatles, ajudou Harrison a escrever o livro, que disse pouco sobre os Beatles, focando-se, ao invés disso, nos passatempos, música e letras de Harrison. Taylor comentou: "George não está rejeitando os Beatles... mas foi há muito tempo atrás, em verdade, uma pequena parte da sua vida".
Harrison tinha interesse em carros esporte e esportes motorizados; ele foi uma das cem pessoas que compraram um carro de estrada modelo McLaren F1, colecionava fotos de pilotos de corrida e seus carros desde a juventude; aos 12 anos, foi a sua primeira corrida, o Grande Prêmio da Grã-Bretanha de 1955 no circutio de Aintree. Harisson compôs "Faster" como uma homenagem aos pilotos de Fórmula 1 Jackie Stewart e Ronnie Peterson. O lucro do lançamento foi para fundação Gunnar Nilsson de tratamento de câncer, lançada após a morte do piloto pela doença em 1978. O primeiro carro extravagante de Harrison, um Aston Martin DB5 1964, foi vendido em leilão em 7 de dezembro de 2011 em Londres. Um colecionador anônimo dos Beatles pagou 350 mil libras pelo veículo que Harrison havia comprado novo em janeiro de 1965.

### Relações com os outros Beatles
Durante a maior parte da carreira dos Beatles, os relacionamentos eram próximos. De acordo com Hunter Davies, "os Beatles passaram suas vidas não vivendo uma vida comunal, mas comunalmente vivendo a mesma vida. Eles eram os melhores amigos uns dos outros". Pattie Boyd, ex-esposa de Harrison, descreveu como os Beatles "pertenciam uns aos outros" e admitiu, "George tem muito com os outros que eu nunca poderei saber. Ninguém, nem mesmo as esposas, podem romper essa barreira ou mesmo compreendê-la".
Starr disse, "Nós, de fato, cuidávamos uns dos outros e ríamos bastante juntos. Nos velhos tempos, nós tínhamos as maiores suítes dos hotéis, o andar inteiro do hotel, e nós quatro acabávamos ficando no banheiro, só para ficarmos com os outros". Ele acrescentou, "houve alguns momentos bastante carinhosos entre quatro pessoas: um quarto de hotel aqui e ali – uma incrível proximidade. Apenas quatro caras que se amavam. Foi bem sensacional".
Lennon afirmou que sua relação com Harrison era "uma de jovem seguidor e cara mais velho... [ele] era como um discípulo meu quando começamos". Mais tarde, os dois criaram um vínculo através de suas experiências com LSD, encontrando interesse mútuo como buscadores de espiritualidade. Posteriormente, eles tomaram caminhos radicalmente diferentes, Harrison encontrando Deus e Lennon chegando à conclusão de que as pessoas são criadores de suas próprias vidas. Em 1974, Harrison disse de seu antigo companheiro de banda: "John Lennon é um santo, ele é resistente, ele é ótimo e eu o amo. Mas, ao mesmo tempo, ele é tão idiota – mas isso que é tão bom sobre ele, sabe?".
Harrison e McCartney foram os primeiros Beatles a se conhecer, tendo compartilhado um ônibus escolar, e frequentemente aprendiam e ensaiavam novos acordes de guitarra juntos. McCartney afirmou que ele e Harrison, geralmente, dividiam um quarto durante turnês. McCartney foi padrinho no casamento de Harrison em 1966, e o único Beatle a comparecer. McCartney se referiu a Harrison como seu "irmão mais novo". Numa entrevista de rádio com Alan Freeman, em 1974, Harrison declarou: "[McCartney] me arruinou como guitarrista". Talvez o obstáculo mais significativo para uma reunião dos Beatles depois da morte de Lennon fosse a relação entre Harrison e McCartney, já que ambos admitiram que eles costumavam irritar um ao outro. Rodriguez comentou: "Mesmo no fim dos dias de George, a relação deles era volátil".

### Trabalhos humanitários
Harrison se envolveu em ativismo humanitário e político ao longo de sua vida. Nos anos 1960, os Beatles apoiaram o movimento dos direitos civis dos negros nos Estados Unidos e protestaram contra a Guerra do Vietnã. Depois do fim da banda, Ravi Shankar consultou Harrison sobre como fornecer ajuda ao povo de Bangladesh depois do ciclone de Bhola de 1970 e da Guerra de independência de Bangladesh. Harrison gravou a canção "Bangla Desh", e pressionou a Apple Records a lançar a música juntamente com "Joy Bangla", de Shankar, num esforço para arrecadar fundos. Depois, Shankar pediu o conselho de Harrison sobre planejar um pequeno evento beneficente nos EUA. Harrison respondeu organizando o Concerto para Bangladesh, que arrecadou mais de 240 mil dólares. Em junho de 1972, a UNICEF honrou Harrison e Shankar com o prêmio "Child is the Father of Man" numa cerimônia anual em reconhecimento de seus esforços beneficentes para Bangladesh.
O Fundo Humanitário George Harrison para a UNICEF, um esforço conjunto entre a família Harrison e o Fundo dos EUA para a UNICEF, visa apoiar programas que ajudem crianças envolvidas em emergências humanitárias. Em dezembro de 2007, eles doaram 450 mil dólares para ajudar as vítimas do ciclone Sidr em Bangladesh. Em 13 de outubro de 2009, o primeiro Prêmio Humanitário George Harrison foi dado a Ravi Shankar por seus esforços em salvar as vidas de crianças, e seu envolvimento no Concerto para Bangladesh.

## HandMade Films
Em 1973, Peter Sellers apresentou Harrison a Denis O'Brien. Logo depois, os dois começaram a trabalhar juntos. Em 1978, num esforço para produzir o filme A Vida de Brian, do Monty Python, eles formaram a companhia de produção de distribuição de filmes HandMade Films. Harrison explicou: "O nome da empresa surgiu como uma pequena brincadeira. Eu estava na [vila de] Wooky Hole em Somerset... [perto de] uma antiga fábrica de papel onde eles lhe mostram como transformar cuecas velhas em papel. Daí, comprei uns rolos e eles tinham essa marca d'água 'British Handmade Paper'... Então, dissemos... vamos chamar de Handmade Films".
A oportunidade para investimento veio depois que a EMI Films retirou o financiamento a pedido de seu diretor Bernard Delfont. Harrison financiou a produção de A Vida de Brian, em parte, hipotecando sua casa, o que, posteriormente, Eric Idle chamou de "o preço mais caro que alguém já pagou por um ingresso na história". O filme arrecadou 21 milhões de dólares na bilheteria dos EUA. O primeiro filme distribuído pela HandMade Films foi The Long Good Friday (1980), e o primeiro a ser produzido foi Time Bandits (1981), um projeto co-escrito por Terry Gilliam e Michael Palin, ambos do Monty Python. O filme trazia uma nova canção de Harrison, "Dream Away", nos créditos finais. Time Bandits se tornou um dos esforços mais bem sucedidos e aclamados da HandMade; com um orçamento de 5 milhões de dólares, o filme arrecadou 35 milhões de dólares nos EUA em dez semanas de seu lançamento.
Harrison foi produtor executivo de 23 filmes com a HandMade, incluindo Mona Lisa, Shanghai Surprise e Withnail e I. Ele fez vários cameos nestes filmes, incluindo o papel de um cantor de boate em Shanghai Surprise, para o qual gravou cinco novas canções. De acordo com Ian Inglis, o papel executivo de Harrison "na HandMade Films ajudou a sustentar o cinema britânico num tempo de crise, produzindo alguns dos filmes mais memoráveis do país nos anos 1980". Depois de uma série de fracassos de bilheteria no fim dos anos 1980, e a excessiva dívida contraída por O'Brien que foi garantida por Harrison, a situação financeira da HandMade se tornou precária. A empresa parou as operações em 1991 e foi vendida três anos depois à Paragon Entertainment, uma empresa canadense. Posteriormente, Harrison processou O'Brien em 25 milhões de dólares por fraude e negligência, resultando num julgamento de 11,6 milhões de dólares em 1996.

## Legado
Em junho de 1965, Harrison e os outros Beatles foram nomeados Membros da Ordem do Império Britânico (MBE). Eles receberam suas insígnias da Rainha Elizabeth II numa investidura no Palácio de Buckingham em 26 de outubro. Em 1971, os Beatles receberam um Oscar de Melhor Trilha Sonora pelo filme Let It Be. O planeta menor 4149 Harrison, descoberto em 1984, foi nomeado em sua homenagem, assim como uma variedade da flor Dahlia. Em dezembro de 1992, se tornou o primeiro receptor do Billboard Century Award, um honra conferida a músicos por significativos conjuntos da obra. O prêmio reconheceu o papel crucial de Harrison "em estabelecer as bases da concepção moderna de world music" e por ter "aprimorado a compreensão da sociedade acerca do poder espiritual e altruístico da música popular". A revista Rolling Stone o colocou na 11.ª posição em sua lista dos "100 Maiores Guitarristas de Todos os Tempos".
Em 2002, no aniversário de sua morte, o Concert for George foi realizado no Royal Albert Hall. Clapton organizou o evento, que incluiu performances de vários amigos e colaboradores musicais de Harrison, incluindo McCartney e Starr. Eric Idle, que descreveu Harrison como "uma das poucas pessoas moralmente boas que o rock and roll produziu", cantou a "Lumberjack Song", do Monty Python. A receita do concerto foi para a entidade filantrópica de Harrison, a Material World Charitable Foundation.
Em 2004, Harrison foi, postumamente, introduzido no Rock and Roll Hall of Fame como artista solo por seus antigos companheiros de banda Lynne e Petty, e na Calçada da Fama do Madison Square Garden em 2006 pelo Concerto para Bangladesh. Em 14 de abril de 2009, a Hollywood Chamber of Commerce premiou Harrison com uma estrela na Calçada da Fama de Hollywood em frente ao prédio da Capitol Records. McCartney, Lynne e Petty estiveram presentes quando a estrela foi inaugurada. A viúva de Harrison, Olivia, o ator Tom Hanks e Eric Idle discursaram na cerimônia e Dhani, filho de Harrison, cantou o mantra Hare Krishna.
Um documentário intitulado George Harrison: Living in the Material World, dirigido por Martin Scorsese, foi lançado em outubro de 2011. O filme traz entrevistas com Olivia e Dhani Harrison, Klaus Voormann, Terry Gilliam, Starr, Clapton, McCartney, Keltner e Astrid Kirchherr.
Harrison foi postumamente honrado com Grammy Lifetime Achievement Award da Recording Academy nos Grammy Awards em fevereiro de 2015.

## Discografia
- Wonderwall Music (1968)
- Electronic Sound (1969)
- All Things Must Pass (1970)
- Living in the Material World (1973)
- Dark Horse (1974)
- Extra Texture (Read All About It) (1975)
- Thirty Three & 1/3 (1976)
- George Harrison (1979)
- Somewhere in England (1981)
- Gone Troppo (1982)
- Cloud Nine (1987)
- Brainwashed (2002)

### Documentários
- Scorsese, Martin (2012). George Harrison: Living in the Material World (Anamorphic, Color, Dolby, NTSC, Surround Sound, Widescreen) (DVD). UMe. ASIN B007JWKLMO